# Eumecichthys fiski
Eumecichthys fiski ist ein bandförmiger, sehr langer Meeresfisch aus der Familie der Lophotidae und entfernter Verwandter der Bandfische. Er kommt wahrscheinlich weltweit in allen Meeren vor. Fänge des Fisches wurden vor der Küste Florida, beim südafrikanischen False Bay, vor Japan, Hawaii, der Pazifikküste Mexikos und bei Indien gemacht.

## Merkmale

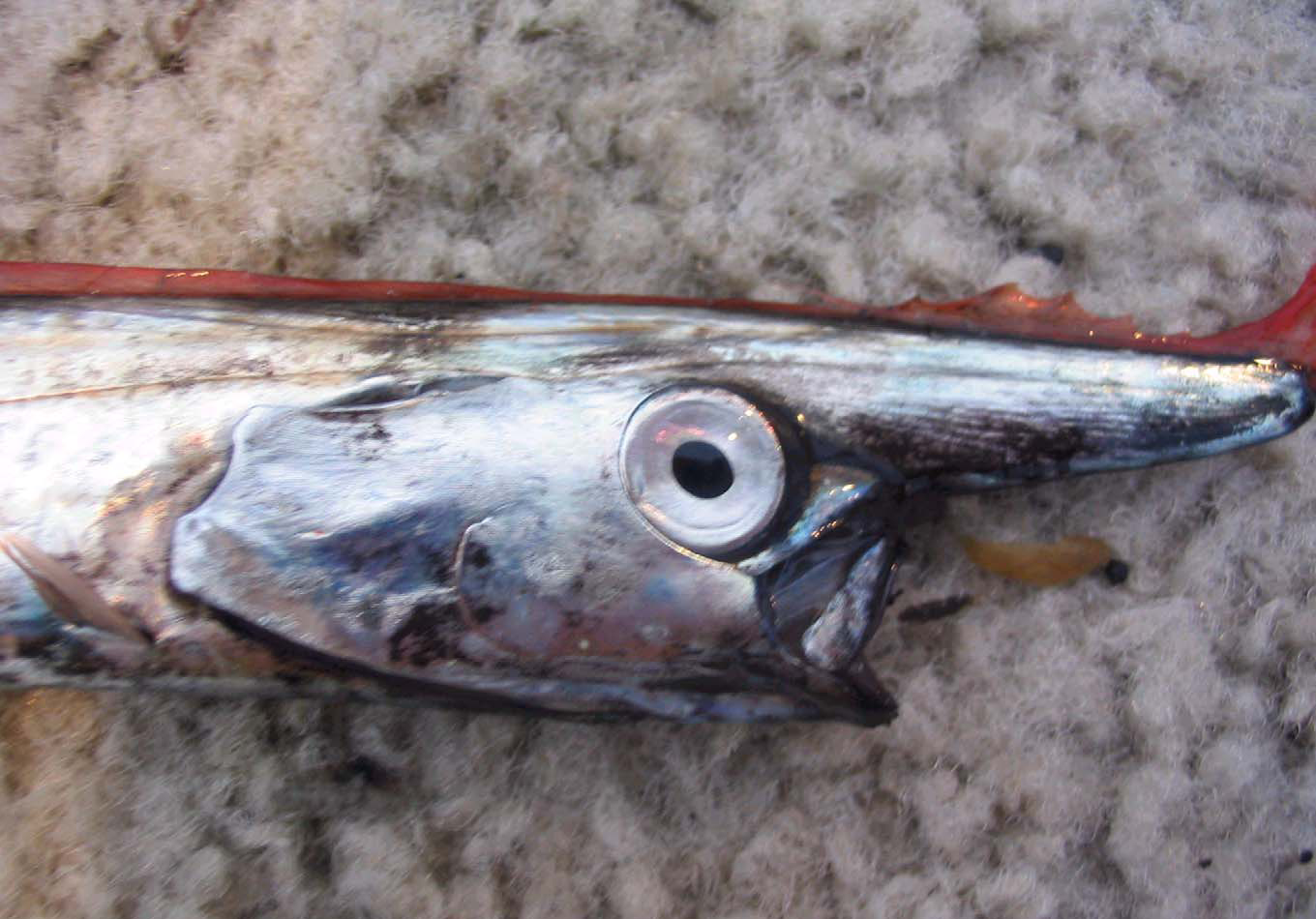
Kopfansicht

Eumecichthys fiski kann eine Körperlänge von 150 cm erreichen. Die Körperhöhe beträgt an seiner höchsten Stelle etwa drei Prozent der Standardlänge, die maximale Körperbreite 1,3 % der Standardlänge. Die Länge vom Vorderende des Oberkiefers bis zum hinteren Kiemendeckelende beträgt sechs Prozent der Standardlänge. Der Kopf trägt an seiner Spitze ein hornartiges, waagerecht vorstehendes Rostrum, so dass die Gesamtkopflänge etwa zehn Prozent der Standardlänge beträgt. Kopf und Körper sind silbrig, der Rumpf zeigt zahlreiche (24 bis 60) vertikale Bänder. Die langgestreckt, sich über den gesamten Körper erstreckende Rückenflosse wird von 310 bis 392 Flossenstrahlen gestützt und ist, wie auch die Schwanzflosse, purpur gefärbt. Die Rückenflosse reicht vorn bis zum vorderen Ende des „Horns“, die ersten Flossenstrahlen sind stark verlängert und bilden einen nach oben weisenden „Schopf“ am vorderen Kopfende. Die kleine Afterflosse hat fünf bis neun Flossenstrahlen, die Brustflossen 14 und die Schwanzflosse etwa 13. Die Flossenstrahlen der Schwanzflosse sind sehr viel dicker als die der anderen Flossen. Die Pseudobranchie ist gut entwickelt, die Anzahl der Branchiostegalstrahlen liegt bei sechs. Jede Prämaxillare ist seitlich mit einer Reihe von sieben kleinen, konischen Zähne besetzt. Vorn sitzen mit großen Abständen zueinander sechs bis sieben gekrümmte Zähne. Jede Unterkieferhälfte hat zwei unregelmäßige Zahnreihen gekrümmter Zähne, die ebenfalls einen großen Abstand zueinander haben.
Eumecichthys fiski ist eine mesopelagische Art und lebt bis in Tiefen von 1000 Metern.